# Nikolaus Jackob
Nikolaus Jackob (* 17. Mai 1975 in Mainz) ist ein deutscher Kommunikationswissenschaftler und Hochschullehrer. Er ist Geschäftsführer und außerplanmäßiger Professor am Institut für Publizistik der Johannes Gutenberg-Universität Mainz sowie einer der Initiatoren der Mainzer Langzeitstudie Medienvertrauen.

## Leben
Nikolaus Jackob studierte Publizistikwissenschaft, Politikwissenschaft und Germanistik in Mainz, wo er seit 2002 am Institut für Publizistik forscht und lehrt. 2005 wurde er mit einer Studie über Öffentliche Kommunikation bei Cicero. Publizistik und Rhetorik in der späten römischen Republik ebendort promoviert. Für diese Studie erhielt er den Forschungsförderpreis der Universität Mainz. Im Jahr 2008 wurde er auf eine Professur für Öffentliche Kommunikation berufen, dem Ruf konnte er allerdings aus privaten Gründen nicht folgen. 2009 erhielt er gemeinsam mit Thomas Petersen und Thomas Roessing einen der drei Zeitschriftenpreise der Deutschen Gesellschaft für Publizistik und Kommunikationswissenschaft für seine Studie Strukturen der Wirkung von Rhetorik. Ein Experiment zum Wirkungsverhältnis von Text, Betonung und Körpersprache. Die Venia Legendi für das Fach Publizistikwissenschaft erwarb er im Jahr 2015 auf Basis seiner kumulativen Habilitation mit Experimenten zum Wirkungsverhältnis verbaler und nonverbaler Elemente in der persuasiven Kommunikation, Online-Umfragen zur fachjournalistischen Berufsfeldforschung und Grundlagenforschung zu Ursachen und Wirkungen des Medienvertrauens. Aus letzterem Forschungsprojekt ging die Mainzer Langzeitstudie Medienvertrauen hervor, die seit 2008 bzw. kontinuierlich seit 2015 den Zustand sowie die Entwicklung von Vertrauen in öffentliche Kommunikation (z. B. in Medien, Politiker), dessen Ursachen und Konsequenzen (z. B. Vertrauen in das politische System oder die Demokratie) auf jährlicher Basis repräsentativ und deutschlandweit erhebt. Im Mai 2023 wurde Jackob zum außerplanmäßigen Professor an der Universität Mainz ernannt.

## Schriften (Auswahl)
- Nikolaus Jackob, Tanjev Schultz, Ilka Jakobs, Oliver Quiring, Christian Schemer, Marc Ziegele, Christina Viehmann: Medienvertrauen in Deutschland. Bundeszentrale für politische Bildung, Bonn 2023.
- Nikolaus Jackob: Die Mediengesellschaft und ihre Opfer. Grenzfälle journalistischer Ethik im frühen einundzwanzigsten Jahrhundert. Peter Lang, Frankfurt u. a. 2019.
- Nikolaus Jackob, Stefan Geiß, Oliver Quiring (2013): Die heimlichen Entscheider – Über den Einfluss der IT-Fachjournalisten auf Rezipienten und IT-Unternehmen. In: Publizistik 58, S. 179–199.
- Nikolaus Jackob: The tendency to trust as individual predisposition – exploring the associations between interpersonal trust, trust in the media and trust in institutions. In: Communications – The European Journal of Communication Research 37, S. 99–120.
- Nikolaus Jackob Jackob: Gesehen, gelesen – geglaubt? Warum die Medien nicht die Wirklichkeit abbilden und die Menschen ihnen trotzdem vertrauen. Olzog, München 2012.
- Nikolaus Jackob, Thomas Roessing, Thomas Petersen (2011): The effects of verbal and nonverbal elements in persuasive communication. In: Communications – The European Journal of Communication Research 36, S. 245–271.